# Savannah (série télévisée)
Pour les articles homonymes, voir Savannah.
Savannah est un feuilleton télévisé américain en 34 épisodes de 52 minutes, créé par Constance M. Burge, produit par Aaron Spelling et E. Duke Vincent, et diffusé entre le 21 janvier 1996 et le 24 février 1997 sur le réseau The WB.
En France, le feuilleton a été diffusé dès le 9 janvier 1997 sur Téva puis sur TF1. Il reste inédit dans les autres pays francophones.

## Synopsis
Savannah, dans l'État de Géorgie, est une ville magnifique située sur l'estuaire du fleuve du même nom, qui sépare la Caroline du Sud et la Géorgie. C'est également un lieu où se mêlent complots et trahisons...

## Distribution

### Acteurs principaux
- Robyn Lively (VF : Rafaele Moutier) : Lane McKenzie-Collins
- Jamie Luner (VF : Gaëlle Savary) : Peyton Richards Massick
- Shannon Sturges (VF : Malvina Germain) : Reese Burton Petersen
- David Gail (en) (VF : Vincent Violette) : Dean Collins
- Paul Satterfield (en) (VF : Bernard Lanneau) : Tom Massick
- Beth Toussaint (en) (VF : Marie-Martine Bisson) : Veronica Koslowski
- Ray Wise (VF : Michel Paulin) : Edward Burton
- George Eads (VF : Denis Laustriat) : Travis Peterson (1.01 à 1.03) / Nick Corelli (1.12 à 2.22)

### Acteurs récurrents
- Alexia Robinson (en) (VF : Dorothée Jemma) : Cassandra « Cassie » Wheeler
- Taurean Blacque (VF : Med Hondo) : Détective Michael Wheeler
- Mimi Kennedy (VF : Régine Blaess) : Eleanor Alexander Burton
- Wendy Phillips (VF : Françoise Dasque) : Lucille Richards
- Ted Shackelford (VF : Patrick Floersheim) : Charles Alexander

 Source et légende : version française (VF) sur RS Doublage

## Épisodes

### Première saison (1996)
1. Le Blues de la mariée (Le Bracelet) [1/2] (Wedding Belle Blues [1/2])
2. Le Blues de la mariée (La Vengeance) [2/2] (Wedding Belle Blues [2/2])
3. Sexe, gâteau et vidéo (Sex, Pies and Videotape)
4. Qui vole un œuf (Who Killed Travis?)
5. La Lettre dérobée (The Purloined Letter)
6. Il n'y a pas de fumée sans feu (Where There's Smoke, There's Fire)
7. Le Défaut de la cuirasse (Information, Please)
8. Passe d’armes (Playing with the Enemy)
9. Le Prince des mensonges (Prince of Lies)
10. Strictement confidentiel (From Here to Paternity)
11. Vengeances (Creep Throat)
12. Rien que la vérité (The Truth, The Whole Truth, and Nothing But the Truth)

### Deuxième saison (1997)
1. En chair et en os (Dead Man Walking)
2. L’Affaire du collier (Pearls Before the Swine)
3. Les Bijoux de famille (The Family Jewels)
4. Photos compromettantes (A Picture Is Worth…)
5. Au bonheur des dames (My Fair Ladies)
6. Jeux de balles (Vengeance Is Mine)
7. Un bateau fou, fou, fou (It's a Mad, Mad, Mad Boat)
8. Descente aux enfers (Burn, Baby, Burn)
9. Le Journal d’une femme folle (Diary of a Mad, Rich Wife)
10. Cette chère vieille tante Lottie (Golly, Aunt Lottie)
11. Jalousie (The Battle of Midway)
12. Mieux vaut tard que jamais (It's Never Too Late)
13. Le grand amour a la peau dure (The Love Will Never Die)
14. Où est passée la mariée ? (Get Me to the Church on Time)
15. Reese et son double (Dressed to Shill)
16. Photos surprises (Every Picture Tells a Story)
17. Des matins qui chantent faux (The Morning After)
18. Avec nos meilleurs vœux (The Gal to Marry Dad)
19. Un état critique (Code Blue)
20. Dernière volonté (Where There's a Will…)
21. Le Mariage (The Wedding) 90 minutes